# Jhansi Ki Rani
Pour plus de détails, voir Fiche technique et Distribution.
Jhansi Ki Rani est un film indien réalisé par Sohrab Modi, sorti en 1953.

## Fiche technique
- Titre : Jhansi Ki Rani
- Réalisation : Sohrab Modi
- Scénario : Géza Herczeg, Sudarshan et Adi F. Keeka
- Photographie : Ernest Haller
- Musique : Vasant Desai et Pandit Radheshyam
- Pays d'origine : Inde
- Genre : drame
- Date de sortie : 1953

## Distribution
- Mehtab : Rani Laxmibai / Manu
- Sohrab Modi : Raj Guru
- Mubarak : Raja of Jhansi
- Ulhas : Ghulam Ghaus Khan